# Dasychira capnora
Dasychira capnora är en fjärilsart som beskrevs av Collenette 1933. Dasychira capnora ingår i släktet Dasychira och familjen tofsspinnare. Inga underarter finns listade i Catalogue of Life.